# Kentarō Shigematsu
Kentarō Shigematsu (重松 健太郎?, Shigematsu Kentarō; Tokyo, 15 aprile 1991) è un calciatore giapponese, attaccante dell'FC Osaka.

## Palmarès

### Club

#### Competizioni internazionali
- Coppa Suruga Bank: 1

FC Tokyo: 2010

#### Competizioni nazionali
- J2 League: 1

Ventforet Kofu: 2012